# Voyelle mi-fermée centrale arrondie
La voyelle mi-fermée (ou moyenne supérieure) centrale arrondie est une voyelle utilisée dans certaines langues. Son symbole dans l'alphabet phonétique international est [ɵ], et son équivalent en symbole X-SAMPA est 8.
Le symbole API est un caractère o minuscule barré et ne doit pas être confondu avec la lettre grecque thêta (θ), qui est utilisée pour représenter la consonne fricative dentale sourde.

## Caractéristiques
- Son degré d'aperture est mi-fermé, ce qui signifie que la langue est placée aux deux tiers du chemin entre une voyelle fermée et une voyelle moyenne.
- Son point d'articulation est central, ce qui signifie que la langue est placée au milieu de la bouche, à mi-chemin entre une voyelle postérieure et une voyelle antérieure.
- Son caractère de rondeur est arrondi, ce qui signifie que les lèvres sont arrondies.

## Langues
Le [ɵ] n'existe pas en français, sauf chez certains locuteurs[réf. nécessaire], mais on le retrouve dans d'autres langues.
- Anglais :
  - Sud-africain :  foot /fɵt/ « pied ».
  - Néo-zélandais :  bird /bɵːd/ « oiseau ».
- Cantonais : 出  ceot7 [tsʰɵt˥] « sortir ».
- Hiw : r̄yö /g͡ʟjɵ/ « queue »[2].
- Mongol : 	 өгөх /ɵɡɵx/ « donner ».
- Néerlandais : jullie /ˈjɵ.li/ « vous, votre, vos ».
- Ouzbek : koʻz /kɵz/
- Russe :  тётя /ˈtʲɵtʲə/ « tante ».
- Suédois[3] : full /fɵ̞l/ « plein » .
- Tadjik: кӯҳ /kʰɵːh/
- Toda : /pɵːr̘/ « nom ».